# カリナ・ハブスドバ
カリナ・ハブスドバ（Karina Habšudová, 1973年8月2日 - ）は、スロバキア・ボイニツェ出身の女子プロテニス選手。自己最高ランキングはシングルス10位、ダブルス32位。WTAツアーでシングルス1勝、ダブルス6勝を挙げた。身長170cm、体重60kg。右利き、バックハンド・ストロークは両手打ち。

## 来歴
4大大会では1991年全豪オープンで初出場した。いきなり4回戦まで進出し、第1シードのシュテフィ・グラフに 0-6, 1-6 で完敗した。シングルスでの最高成績は1996年全仏オープンのベスト8進出である。2回戦でナタリー・トージア、3回戦でマルチナ・ヒンギス、4回戦でアンケ・フーバーを破って勝ち上がり、準々決勝でアランチャ・サンチェス・ビカリオに 2-6, 7-6(4), 8-10 のフルセットで敗れた。1997年2月10日付けのランキングで自己最高の10位を記録している。
1998年ホップマンカップでカロル・クチェラとのペアで優勝した。1999年7月のペルトシャッハ大会の決勝でシルビヤ・タラヤを 2–6, 6–4, 6–4 で破りWTAツアーシングルス初優勝を果たした。これが唯一のシングルスタイトルになった。
ダブルスではツアー6勝を挙げた。1998年全仏オープンでシルビア・ファリナと組んでベスト8に進出している。混合ダブルスでは2001年ウィンブルドン選手権でダビド・リクルと組んでベスト4に進出している。
ハブスドバはオリンピックスロバキア代表選手としてアトランタ五輪とシドニー五輪の2度出場している。シングルスではともに3回戦まで進出している。
ハブスドバは2003年に現役を引退した。同年に結婚し3児を出産している。

## WTAツアー決勝進出結果

### シングルス: 5回 (1勝4敗)
| 大会グレード         |
| -------------------- |
| グランドスラム (0–0) |
| ティア I (0–1)       |
| ティア II (0–0)      |
| ティア III (0–3)     |
| ティア IV & V (1–0)  |

| 結果   | No. | 決勝日         | 大会           | サーフェス        | 対戦相手               | スコア        |
| ------ | --- | -------------- | -------------- | ----------------- | ---------------------- | ------------- |
| 準優勝 | 1.  | 1996年5月19日  | ベルリン       | クレー            | シュテフィ・グラフ     | 6–4, 2–6, 5–7 |
| 準優勝 | 2.  | 1996年10月27日 | ルクセンブルク | カーペット (室内) | アンケ・フーバー       | 3–6, 0–6      |
| 準優勝 | 3.  | 1997年2月16日  | リンツ         | カーペット (室内) | チャンダ・ルビン       | 4–6, 2–6      |
| 優勝   | 1.  | 1999年7月11日  | ペルトシャッハ | クレー            | シルビヤ・タラヤ       | 2–6, 6–4, 6–4 |
| 準優勝 | 4.  | 1999年7月18日  | ソポト         | クレー            | コンチタ・マルティネス | 1–6, 1–6      |

### ダブルス: 12回 (6勝6敗)
| 結果   | No. | 決勝日         | 大会                   | サーフェス        | パートナー                 | 対戦相手                                      | スコア               |
| ------ | --- | -------------- | ---------------------- | ----------------- | -------------------------- | --------------------------------------------- | -------------------- |
| 準優勝 | 1.  | 1992年5月24日  | ルツェルン             | クレー            | マリアン・ワーデル         | エミー・フレージャー エルナ・ライナッハ       | 5–7, 2–6             |
| 準優勝 | 2.  | 1994年7月31日  | マリア・ランコヴィッツ | クレー            | アレクサンドラ・フセ       | サンドラ・チェッキーニ パトリシア・タラビーニ | 5–7, 5–7             |
| 優勝   | 1.  | 1996年9月15日  | カルロヴィ・ヴァリ     | クレー            | ヘレナ・スコバ             | エバ・マーティンコバ エレナ・ワグナー         | 3–6, 6–3, 6–2        |
| 準優勝 | 3.  | 1997年6月22日  | スヘルトーヘンボス     | 芝                | フロレンシア・ラバト       | エバ・マーティンコバ ヘレナ・ビルドバ         | 3–6, 6–7             |
| 優勝   | 2.  | 1997年7月20日  | プラハ                 | クレー            | ルクサンドラ・ドラゴミル   | エバ・マーティンコバ ヘレナ・ビルドバ         | 6–1, 5–7, 6–2        |
| 優勝   | 3.  | 1998年7月12日  | プラハ                 | クレー            | シルビア・ファリナ         | クベタ・ヘルドリコバ ミハエラ・パスティコバ   | 2–6, 6–1, 6–2        |
| 優勝   | 4.  | 1998年7月19日  | ワルシャワ             | クレー            | オリガ・ルギニナ           | リーゼル・フーバー カリン・クシュベント       | 7–6, 7–5             |
| 優勝   | 5.  | 1999年7月11日  | ペルトシャッハ         | クレー            | シルビア・ファリナ・エリア | ラウラ・モンタルボ オリガ・ルギニナ           | 6–4, 6–4             |
| 準優勝 | 4.  | 2000年2月20日  | ハノーファー           | カーペット (室内) | シルビア・ファリナ・エリア | アサ・カールソン ナターシャ・ズベレワ         | 3–6, 4–6             |
| 準優勝 | 5.  | 2000年6月24日  | スヘルトーヘンボス     | 芝                | キャサリン・バークレー     | エリカ・デローン ニコル・プラット             | 6–7(4), 3–4 途中棄権 |
| 優勝   | 6.  | 2000年10月29日 | ブラチスラヴァ         | ハード (室内)     | ダニエラ・ハンチュコバ     | ペトラ・マンデュラ パトリシア・ワーツシュ     | 不戦勝               |
| 準優勝 | 6.  | 2001年2月24日  | ドバイ                 | ハード            | アサ・カールソン           | ヤユク・バスキ カロリネ・ビス                 | 0–6, 6–4, 2–6        |

## 4大大会シングルス成績
略語の説明
| W | F | SF | QF | #R | RR | Q# | LQ | A | Z# | PO | G | S | B | NMS | P | NH |

W=優勝, F=準優勝, SF=ベスト4, QF=ベスト8, #R=#回戦敗退, RR=ラウンドロビン敗退, Q#=予選#回戦敗退, LQ=予選敗退, A=大会不参加, Z#=デビスカップ/BJKカップ地域ゾーン, PO=デビスカップ/BJKカッププレーオフ, G=オリンピック金メダル, S=オリンピック銀メダル, B=オリンピック銅メダル, NMS=マスターズシリーズから降格, P=開催延期, NH=開催なし.
| 大会           | 1991 | 1992 | 1993 | 1994 | 1995 | 1996 | 1997 | 1998 | 1999 | 2000 | 2001 | 2002 | 通算成績 |
| -------------- | ---- | ---- | ---- | ---- | ---- | ---- | ---- | ---- | ---- | ---- | ---- | ---- | -------- |
| 全豪オープン   | 4R   | 2R   | 2R   | 1R   | 4R   | 2R   | 4R   | 2R   | 3R   | 2R   | 2R   | LQ   | 17–11    |
| 全仏オープン   | 1R   | 3R   | LQ   | 1R   | 2R   | QF   | 3R   | 3R   | 1R   | 1R   | 1R   | A    | 11–10    |
| ウィンブルドン | 2R   | 1R   | A    | 1R   | 1R   | 1R   | 1R   | 1R   | 2R   | 1R   | 2R   | A    | 3–10     |
| 全米オープン   | 2R   | 1R   | 3R   | 2R   | 1R   | 4R   | 4R   | 1R   | 2R   | 1R   | 2R   | A    | 12–11    |